# Аржењак Вели
Аржењак Вели је мало ненасељено острво у хрватском делу Јадранског мора.
Аржењак Вели се налази у архипелагу Ластовњаци око 4,5 km североисточно од острва Ластова. Површина острва износи 0,04 km². Дужина обалске линије је 0,82 km. Највиши врх на острву висок је 28 метара.